# Anne Bernet
Anne Bernet (Parigi, 26 luglio 1962) è una storica, scrittrice e giornalista francese.

## Biografia
Alla fine dei suoi studi (di storica e giurista), diventa giornalista per riviste vicine al Front National, come Minute, o monarchiche vicine a Charles Maurras, come Aspects de la France (ex Action Française).
Nel 1985, fa uscire un primo disco intitolato Chansons pour les chouans e in seguito, nel 1989 Le Printemps capétien. Pubblica il suo primo libro nel 1993: Les Grandes heures de la chouannerie dove difende l'insurrezione vandeana, che scoppiò poco dopo la Rivoluzione francese (nel 1793).
Pubblicherà poi alcuni libri di stampo cristiano come Enquête sur les anges ("Indagine sugli angeli"), La Vie cachée de Catherine Labouré ("La via nascosta di Catherine Labouré"), Les Chrétiens dans l'empire romain ("I cristiani nell'impero romano"), Jérôme Lejeune (biografia del genetista servo di Dio Jérôme Lejeune), Clotilde, reine de France ("Clotilde, regina di Francia") e Mémoires de Ponce Pilate ("Memorie di Ponzio Pilato").
Oltre a dedicarsi alla scrittura, partecipa a conferenze storiche (ad esempio a Lione in occasione dell'uscita della sua biografia su François Charette) ed è regolarmente invitata a trasmissioni televisive o radiofoniche.

## Pubblicazioni

### Libri
- Les Grandes heures de la chouannerie, Perrin, 1993.
- Bernadette Soubirous, Perrin, 1994.
- Madame de Sévigné, mère passion, Perrin, 1996.
- Enquêtes sur les anges, Perrin, 1997.
- La route d'Avallon, tome 2: Le Fléau de Dieu, Éditions Clovis, 1997.
- Mémoires de Ponce Pilate, Perrin, 1998.
- Saint Ambroise, Editions Clovis, 1999.
- Histoire générale de la chouannerie, Perrin, 2000. (Vincitore del Grand Prix catholique de littérature 2001)
- Brutus, assassin par idéal, Perrin, 2001.
- La vie cachée de Catherine Labouré, l'histoire extraordinaire de la médaille miraculeuse, Perrin, 2002.
- Les Gladiateurs, Perrin, 2002.
- Chrétiens dans l'empire romain, des persécutions à la conversion, Perrin, 2003.
- Jérôme Lejeune, biographie, Presses de la Renaissance, 2004.
- Clotilde, reine de France , Pygmalion, 2005.
- Charette, Perrin, 2005.

### Dischi
- Chansons pour les chouans:

1. Le Chant des hiboux
2. Pour un Prince victorieux
3. Les Lucs
4. Le Pater de Monsieur d'Elbée
5. La Route du Mans
6. Les Compagnons de la Hulotte
7. Monsieur de Talmont
8. Monsieur de Vasselot
9. La Fiancée de Limoëlan
10. Le Petit Roy Louis

- Le Printemps capétien:

1. Le Printemps capétien
2. Je vous écris de Quiberon
3. La Marie cordelière
4. Jean mon frère
5. Chanson à boire au Dauphin
6. Songerie normande
7. La Fête à Marianne
8. Chanson chouanne
9. Chanson à boire au Roi
10. Camelot XVe équipe
11. Mon cousin Jean-Marie
12. Mon vert bocage
13. Liberté

| Controllo di autorità | VIAF (EN) 22208831 · ISNI (EN) 0000 0001 0878 1073 · SBN RAVV096629 · LCCN (EN) n93082004 · GND (DE) 120072440 · BNE (ES) XX1600668 (data) · BNF (FR) cb123104995 (data) · J9U (EN, HE) 987007258686705171 · NSK (HR) 000676515 |